# Yatouma Diop
Yatouma Diop (ur. 25 września 1972) – malijski piłkarz grający na pozycji obrońcy. W swojej karierze rozegrał 14 meczów i strzelił 1 gola w reprezentacji Mali.

## Kariera klubowa
W swojej karierze piłkarskiej Diop grał w klubie Stade Malien.

## Kariera reprezentacyjna
W reprezentacji Mali Diop zadebiutował 26 grudnia 1992 roku w przegranym 1:3 towarzyskim meczu z Burkiną Faso, rozegranym w Wagadugu. W 1994 roku został powołany do kadry na Puchar Narodów Afryki 1994. Na tym turnieju zagrał w trzech meczach: grupowych z Tunezją (2:0) i z Zairem (0:1) oraz o 3. miejsce z Wybrzeżem Kości Słoniowej (1:3). Od 1992 do 1996 rozegrał w kadrze narodowej 14 meczów i strzelił 1 gola.